# イタリア国鉄ETR450電車
イタリア国鉄ETR450電車(ElettroTrenoRapido 450)はイタリアの電車編成で、ペンドリーノとして知られている車体傾斜式車両である。
この電車の開発計画は1970年代より、フィアットの鉄道部門（後にアルストムに吸収）が進めてきた。1988年5月にローマ・ミラノの高速新線ディレッティシマを経由した区間に導入され最初の営業運転を開始した。当時の所要時間は3時間58分であった。それぞれの編成は9両(8M+1T)または11両(10M+1T)で構成されている。曲線区間では油圧シリンダーで車体そのものを約8°傾斜させる強制車体傾斜式が採用され、高速新線上だけでなく、既存の路線での速度向上にも大きく貢献している。最高速度は280km/hであるが、営業運転では最高速度250km/hであった。
陳腐化もともなって2007年1月には、後に導入されたETR460、ETR480や300km/hで走行可能なETR500に置き換えられディレティシマからの運用を外された。それ以降は、ローマ-バーリ、ローマ-アンコーナ-リミニ、ジェノヴァ-フィレンツェなどの路線で運用されていたが、2015年1月5日をもって動態保存用の第3編成を除き営業運転から引退した。